# ロボット110番
『ロボット110番』（ロボットひゃくとおばん）は、1977年4月8日から12月30日にテレビ朝日系で放送された子供向け特撮ドラマ。

## ストーリー
ロボット博士の開発したガンちゃんたち4体のロボットが、ロボットサービスセンターを結成し、世のため・人のために活動する物語。
ロボットサービスセンターのロボットたちは自分の生みの親であるロボット博士のために新しい研究所を建てるという夢を持っており、その夢を叶えるためせっせと働いて資金を稼いでいる。また彼らの動力源の乾電池の費用も働いた資金から天引きされる。主人公のロボット「ガンガラガンちゃん」（通称ガンちゃん）は人情に厚いもののそそっかしいロボットで、失敗で赤字になり、最後はミスターチーフからの罰として壁から出てくる巨大なボクシンググローブの「バッテンパンチ」を食らってしまう…というのが毎週の基本ストーリー。

## 概要
『がんばれ!!ロボコン』に代わるロボットホームコメディ作品。メインライターは前作に引き続き上原正三が務めており、番組構成も前作を踏襲しているが、金儲けを題材としているのが特徴である。
企画当初のタイトルは『ガンガラガンちゃん』。
本作品の監督は主に1977年3月まで長期間にわたって放送された人気刑事ドラマ「特別機動捜査隊」でも演出してきた監督（竹本弘一を除く）がそのまま担当している。
超合金（ポピー（現・バンダイ））は、主人公のガンちゃんのみが発売された。
ガンちゃんの着ぐるみは、後の『ロボット8ちゃん』（フジテレビ・1981〜82年）第3話で故障で動かない「勉強ロボット」として登場し、その後の修理場面でパーツ状態になっている。また第36話にも登場した。また『太陽戦隊サンバルカン』（テレビ朝日、1981〜1982年）の機械生命体の体内の内部メカ描写にガンちゃんのものが使用されている。

## 登場キャラクター

### レギュラー

#### ロボットサービスセンター（RSC）
ガンちゃん：（声の出演）野沢雅子
スクラップ（他のロボットを作った後の余剰パーツ）を寄せ集めて生まれたロボット。一人称は「ボコチン」。外見がガンガラのようであることから、通称は「ガンガラガンちゃん」。
オレンジ色（作中ではみかん色といわれる）の円柱形の胴体を持ち、腹部のハッチ（エプロン）には名前の頭文字の「G」の文字が書かれている。出力は105馬力でエプロン内部の電極を使った電気ショックでのゴキブリの駆除を得意としているが、その際に何かを壊すことも多い。「ガンガラファイト！」のかけ声で気合いを入れてパワーを発揮するほかチョップ攻撃の「ガンガラアタック」や全出力を込めた「105馬力パンチ」などの技を持つ。「オートチェンジ」の掛け声で最高時速30キロの三輪車のようなガンちゃんカーに変形して走行したり、「プロペラセットオン」の掛け声で背中のプロペラで空を飛ぶこともできる。
腹部のハッチが電話の着信音に反応して開いてしまうので、電話のベルに弱い。いつも失敗ばかりしているが、それでも決してくじけない根性の持ち主で、研究所の建設だけでなくアップデート改造でもっと優秀なロボットになりたいという自身の夢も持っている。そして最終回でついにアップデートすることを決意するが、良夫らが署名までして反対運動されたのを知りアップデートをやめる。
子供と遊んでいることも多く、子供には人気があり、行き掛かり上ではあるが大人と対立した子供の味方になることが多い。
エネルギー源の乾電池は一日に1000円分の単1乾電池10個（DC15V）を使用し、1週間当たりの電池代は7000円。
パンチを顔に受けて吹っ飛ばされたガンちゃんが目を回し「ガンガラパッパーヨ!」と言うのが定番。
後に放送された『ロボット8ちゃん』に壊れたロボットのガラクタとしてスーツが使用された。
ケイくん：（声の出演）小原乃梨子
RSCの儲け頭で、体力は劣るが頭の回る秀才ロボット。家庭教師や機械や自動車の修理、探偵業でお金を稼ぐのが得意だが、性格は意地悪でよくガンちゃんをバカにし、非難している。片道しか燃料がないロケットから救出された以後はガンちゃんを認め、脈絡がない意地悪はなくなったが、あまり他人を省みないので他意のない嫌味も多い。
胴体は振り子時計、頭部は電球がモチーフ。背中に大きく「K」の文字が書かれている。腹部の振り子は内部メカの動作に応じて振れる仕組みらしい。内蔵された紫外線スコープや、腹部の時計は犯人追跡装置で犯罪者や行方不明者などの人捜しに使われる。ただし磁力に弱い。
ビジネスライクで子供に十万請求したり、仲間のパールちゃんの修理の費用をガンちゃんに請求したりする上に厳しい家庭教師なので子供には嫌われる反面確実に仕事をこなすので大人には人気があるものの、作中図らずも悪役になってしまうことも多い。
当初は頭部が豆電球型のデザインだったが、第3話以降はナスビ電球型に変更された。
ケイくんも赤字を出してバッテンパンチを食らう。また、ガンちゃんの巻き添えで数回パンチを食らったりもしている。
ミスターチーフ：（声の出演）八奈見乗児
RSCのリーダーで、みんなが働いた収益金をシビアに計算する経理のロボット。自ら「チーフ」と名乗っている。黒いボディに球体が連なったような形状の手足を持ち、頭部は透明なドーム型で「顔」に当たる物は見られず、代わりに電子頭脳のメカが計算中はガチガチと機動している。
ガンちゃんらの業績の結果が腹部のメーターに表示され、赤字損益のロボットに「バッテンパンチ」のお仕置きを与える。ガンちゃんが黒字になった時でもお祝いの言葉と間違えて「バッテンパンチ!」と言うか、「バッテンパンチはなし」と言うつもりでパンチで切ったためバッテンパンチを起動させてしまう、最終回では同じパターンで三人全員にバッテンパンチを食らわせてしまった。またガンちゃんの場合無収入でも脈絡なくパンチを食らわせてしまう。
普段は、収益の計算以外の出番は少ない。パールちゃん不在の際には電話番をしているらしい。
パールちゃん：石原昌子（子役俳優）
RSCで事務と電話番を務める美少女ロボット。通信機能を備えており、人間の少女に近い外見を持つ。彫刻のモデルなどの仕事に出ることもあった。
電話番を主に務め、保育園の子供の世話や看護婦の手伝いといった繊細な仕事を行うほかに複雑な仕事の依頼をケイくんと一緒に頼まれることも多い。しかしながら、天然気味な部分もあり、ガンちゃんが墜落であけた天井の穴を見て「星がよく見えて綺麗」と述べたこともある。またガンちゃんと並んで子供たちと仲がよい。
ガンちゃんの優しさを認めており、彼が行き詰まると元気付けたり、何かと気にかけている。アップデート改造を望むガンちゃんに対して、そのままでいてほしいとひとり涙を流したことも。
最終回のみチーフが間違えて起動したバッテンパンチに巻き込まれてしまう、その際には黒目が消えて白目になった。

#### 中村一家
RSCは一月3万円で中村家の庭を借りている。
パパ（中村 秀夫）：工藤堅太郎
ガンちゃんが居候する、中村家の父親。ヒトモノ商事の係長。ママに安月給だといわれる。大らかな性格だが、肉体派で学生時代にはサッカー選手で稲妻シュートという技を繰り出していた。祭に関しても並々ならぬ思い入れがあり、第25話では卓越した和太鼓の腕前を披露して町内の人々を感嘆させた。
ママ（中村 きみ子）：久保田民絵
中村家の母親。お金にうるさい典型的なカカア天下で、ガンちゃんの過失による破壊の繰り返しでノイローゼ気味になったこともある。ガンちゃんに厳しい一方でケイくんやパールちゃんを頼りにしてはいるが、第27話および最終回ではRSCのロボット全員を疎んじていた本音を吐露しており、その頑迷さが遠因となって最終回で良夫の家出を招いてしまう。
中村 アケミ：小野瀬弘見（子役俳優）
中村家の長女。通称「ケミちゃん」。ガンちゃんの味方で彼に度々仕事を紹介したりしている。
中村 良夫：田中和則（子役俳優）
中村家の長男。ガンガラ（大きな空き缶）に似ているという理由で「ガンガラガンちゃん」の通称をつけた。
ガンちゃんが好きで、彼が忙しいときに構ってほしくて悪戯してみたりすることもある。

#### その他
南田巡査：谷村昌彦
朝日町派出所で働く街のお巡りさん。ガンちゃんの破壊の被害に遭うことも多い。事件が起こると「何だ何だぁ!?」といって現れる。
ロボット博士：石森章太郎
ガンちゃん達を作った博士。第25話、最終話で登場。

### ゲスト
#放送リストの節を参照。

## スタッフ
- 原作：石森章太郎
- 連載：小学館学習雑誌、てれびくん、テレビランド
- 脚本：上原正三、藤川桂介、押川国秋、安藤豊弘、三宅直子、高橋千津子
- プロデューサー：荻野隆史（ - 22話）、小泉美明（23話 - )、斉藤侑、鈴木武幸
- 音楽：小林亜星
- 音楽制作：あんだんて
- 撮影：相原義晴、藤本茂
- 照明：石垣敏雄、斉藤久
- 録音：佐藤修一
- 美術：宮国登
- 編集：山口一喜、岩松幹久、伊吹勝雄、成島一城
- 記録：岩下美子
- 進行主任：沼尾和典、奈良場繁、長橋勇
- 助監督：稲垣信明、加島忠義、中津川勲、藤井邦夫、服部和史、坂本太郎、三村道治
- 効果：阿部作二
- 計測：黒須健雄、斉藤健
- 特撮：特撮研究所
- 装置：紀和美建
- 装飾：装美社
- 衣裳：鷹志衣裳
- 現像：東映化学
- 監督：鈴木敏郎、畠山豊彦、竹本弘一、天野利彦、奥中惇夫
- 制作：テレビ朝日、東映

## 主題歌
2曲とも、オムニバスアルバム「ロボットコメディ主題歌・挿入歌大全集」（CD、2007年に発売）に収録されている。
OP：「ロボットガンちゃん110番」
歌：藤本房子、ヤング・フレッシュ/作詞：石森章太郎/作曲：小林亜星/編曲：高田弘/レーベル：日本コロムビア
ED：「バッテンパンチの唄」
歌：藤本房子、ヤング・フレッシュ/作詞：八手三郎/作曲：小林亜星/編曲：高田弘/レーベル：日本コロムビア

## 放送リスト
| 話数                                                       | 放送日        | サブタイトル               | 脚本       | 監督     | ゲスト | 視聴率 |
| ---------------------------------------------------------- | ------------- | -------------------------- | ---------- | -------- | --- | ------ |
| 1                                                          | 1977年 4月8日 | 太陽のガンちゃん           | 上原正三   | 鈴木敏郎 | 中島元 荒瀬寛樹 江藤昭之 白川孝一 大栗清史 前原美代子 三島一夫 東映児童研修所 榎本武士 熊坂政信 速水譲二                                                                               | 16.2%  |
| 2                                                          | 4月15日       | 天使のような誘拐魔         | 上原正三   | 鈴木敏郎 | 藤森政義 簗正昭 井波由起子 山本緑 伊藤慶子 八百原寿子 佐川二郎 木村修 萩原純 美原亮三 池上明治 横山繁 三島一夫 東映児童研修所 榎本武士 熊坂政信 速水譲二                               | 14.7%  |
| 3                                                          | 4月29日       | 散歩する美術作品           | 藤川桂介   | 畠山豊彦 | 横山あきお 片山滉 山本武 丸山詠二 磯部稲子 高瀬ゆり 鵜川貴範 正村隆治 三島一夫 東映児童研修所 榎本武士 熊坂政信 速水譲二 前沢輝幸 鈴木勝                                               | 14.3%  |
| 4                                                          | 5月6日        | 一円玉のバッテン・パンチ   | 安藤豊弘   | 畠山豊彦 | 市原清彦 福田信義 町田幸生 徳弘夏生 佐藤吉蔵 三島一夫 東映児童研修所 榎本武士 熊坂政信 速水譲二 前沢輝幸 鈴木勝                                                                        | 16.5%  |
| 5                                                          | 5月13日       | 奇跡を呼ぶ借金とり         | 上原正三   | 鈴木敏郎 | ミスター珍 古川聡 大村千吉 横尾三郎 市川勉 吉岡節子 麻みな 大峰順二 山中康司 小野田英一 山下望 加藤敏和 三島一夫 東映児童研修所 榎本武士 熊坂政信 速水譲二 前沢輝幸 鈴木勝             | 11.3%  |
| 6                                                          | 5月20日       | ガンちゃんパパになる       | 三宅直子   | 鈴木敏郎 | 中真千子 田遠実 八木秀司 酒井陽子 小橋学 谷部勝彦 三島一夫 東映児童研修所 榎本武士 熊坂政信 速水譲二 前沢輝幸 鈴木勝                                                                   | 14.1%  |
| 7                                                          | 5月27日       | 初めてもらった十万円       | 押川国秋   | 畠山豊彦 | 山田昌人 手塚敏夫 山本相時 川端雄介 三島一夫 東映児童研修所 榎本武士 熊坂政信 速水譲二 前沢輝幸 鈴木勝                                                                                 | 13.3%  |
| 8                                                          | 6月3日        | ゴキブリの詩               | 上原正三   | 畠山豊彦 | 石井勇 長谷川誉 三島一夫 東映児童研修所 榎本武士 熊坂政信 速水譲二 前沢輝幸 鈴木勝 | 11.5%  |
| 9                                                          | 6月10日       | お金のなる木見つけたぞ     | 安藤豊弘   | 鈴木敏郎 | 増田順司 山科志子 花悠子 横田輝樹 三島一夫 東映児童研修所 榎本武士 熊坂政信 速水譲二 前沢輝幸 鈴木勝                                                                                   | 12.5%  |
| 10                                                         | 6月17日       | 歩かない少女               | 藤川桂介   | 鈴木敏郎 | 堀井永子 伊藤つかさ 大栗正史 満山恵子 飯塚正人 三島一夫 東映児童研修所 榎本武士 熊坂政信 速水譲二 前沢輝幸 鈴木勝                                                                      | 14.9%  |
| 11                                                         | 6月24日       | ガンちゃん七転び八起き     | 押川国秋   | 畠山豊彦 | 北見敏之 纓片達雄 名川貞郎 三島一夫 東映児童研修所 榎本武士 熊坂政信 速水譲二 前沢輝幸 鈴木勝                                                                                          | 11.6%  |
| 12                                                         | 7月1日        | 命がけの魚つり             | 上原正三   | 畠山豊彦 | 福岡正剛 大柴学 三島一夫 東映児童研修所 榎本武士 熊坂政信 速水譲二 前沢輝幸 鈴木勝 | 15.1%  |
| 13                                                         | 7月8日        | 大追跡だよ一直線           | 上原正三   | 竹本弘一 | 守屋俊志 平田満 泉よし子 上野淑子 三島一夫 東映児童研修所 榎本武士 熊坂政信 速水譲二 前沢輝幸 鈴木勝                                                                                   | 11.0%  |
| 14                                                         | 7月15日       | ハートでアタック           | 三宅直子   | 竹本弘一 | 田中筆子 大谷淳 高橋秀郎 三島一夫 東映児童研修所 榎本武士 熊坂政信 速水譲二 前沢輝幸 鈴木勝                                                                                            | 9.8%   |
| 15                                                         | 7月22日       | 計算は苦手だよ             | 藤川桂介   | 天野利彦 | 根本嘉也 野上正 喜多操 三好里美 三島一夫 東映児童研修所 榎本武士 熊坂政信 速水譲二 前沢輝幸 鈴木勝                                                                                     | 11.4%  |
| 16                                                         | 7月29日       | 大発明! バッテンメーター   | 安藤豊弘   | 天野利彦 | 勝部演之 小林トシ江 八名信夫 麻ミナ 小倉茂義 寺内順恵 横山繁 大野雅代 三島一夫 東映児童研修所 榎本武士 熊坂政信 速水譲二 前沢輝幸 鈴木勝                                               | 8.2%   |
| 17                                                         | 8月12日       | パールの涙は真珠です       | 上原正三   | 鈴木敏郎 | 藤山律子 村上幹夫 千葉晃子 由留佐有映 佐藤吉蔵 三島一夫 東映児童研修所 榎本武士 熊坂政信 速水譲二 前沢輝幸 鈴木勝                                                                      | 9.1%   |
| 18                                                         | 8月19日       | ガンちゃんはだれのもの     | 三宅直子   | 鈴木敏郎 | 弓恵子 小鹿番 新島悠子 川端雄介 南部健太郎 大野悌尚 柿崎昌平 三島一夫 東映児童研修所 榎本武士 熊坂政信 速水譲二 前沢輝幸 鈴木勝                                                        | 9.3%   |
| 19                                                         | 8月26日       | 稲妻キックを受けてみろ     | 上原正三   | 畠山豊彦 | 池田一臣 近松俊夫 稲川善一 山岡規恵 三島一夫 東映児童研修所 榎本武士 熊坂政信 速水譲二 前沢輝幸 鈴木勝                                                                                 | 13.4%  |
| 20                                                         | 9月2日        | 百万円の大チャンス         | 押川国秋   | 畠山豊彦 | 藤井智憲 相原巨典 永谷悟一 山本正明 矢崎滋 飯島守 三島一夫 東映児童研修所 榎本武士 熊坂政信 速水譲二 前沢輝幸 鈴木勝                                                                   | 10.9%  |
| 21                                                         | 9月9日        | 宇宙へなんか行かないで     | 上原正三   | 畠山豊彦 | 林孝一 山崎猛 藤竹修 三島一夫 東映児童研修所 榎本武士 熊坂政信 速水譲二 前沢輝幸 鈴木勝                                                                                                | 12.8%  |
| 22                                                         | 9月16日       | ついにやったぞ大手柄       | 上原正三   | 畠山豊彦 | 松本敏男 藤井敏夫 相馬剛三 小甲登枝恵 八百原寿子 工藤真夕 三島一夫 東映児童研修所 榎本武士 熊坂政信 速水譲二 前沢輝幸 鈴木勝                                                           | 12.4%  |
| 23                                                         | 9月23日       | 五円玉の幸福               | 上原正三   | 鈴木敏郎 | 坂井寿美江 平井岐代子 飯田悦子 大矢兼臣 佐川二郎 矢葺義晴 川崎直也 土居美奈子 南部健太郎 山岸賢一 鈴木典和 松川華代 三島一夫 東映児童研修所 榎本武士 熊坂政信 速水譲二 前沢輝幸 鈴木勝 | 12.3%  |
| 24                                                         | 9月30日       | ガリ勉マシン大きらい       | 安藤豊弘   | 鈴木敏郎 | 鮎川浩 芦沢孝子 矢葺義晴 松下美果 川崎直也 小山昌幸 岸川清美 三島一夫 東映児童研修所 榎本武士 熊坂政信 速水譲二 前沢輝幸 鈴木勝                                                        | 10.7%  |
| 25                                                         | 10月7日       | 子供みこしのお通りだ       | 三宅直子   | 奥中惇夫 | 有馬昌彦 増田康好 石井勇 佐藤義昭 杉浦佳子 山田広子 三島一夫 東映児童研修所 榎本武士 熊坂政信 速水譲二 前沢輝幸 鈴木勝 石森章太郎（特別出演）                                          | 8.7%   |
| 26                                                         | 10月14日      | 宝さがしはコリゴリだ!      | 押川国秋   | 奥中惇夫 | 浜田城司 中島多美 萩原竹夫 篠田薫 三島一夫 東映児童研修所 榎本武士 熊坂政信 速水譲二 前沢輝幸 鈴木勝                                                                                   | 10.7%  |
| 27                                                         | 10月21日      | ケイくんの頭一億円         | 安藤豊弘   | 畠山豊彦 | 中田博久 伴藤武 三島一夫 東映児童研修所 榎本武士 熊坂政信 速水譲二 前沢輝幸 鈴木勝 | 10.4%  |
| 28                                                         | 10月28日      | お婆ちゃんの広場           | 藤川桂介   | 畠山豊彦 | 小倉雄三 高橋みどり 津路清子 浜田城司 石井勇 中島多美 三島一夫 東映児童研修所 榎本武士 熊坂政信 速水譲二 前沢輝幸 鈴木勝                                                               | 10.6%  |
| 29                                                         | 11月4日       | パールちゃん立って!        | 押川国秋   | 畠山豊彦 | 和久井節緒 岩城和男 小松のりゆき 斉藤忠宏 三島一夫 東映児童研修所 榎本武士 熊坂政信 速水譲二 前沢輝幸 鈴木勝                                                                           | 10.3%  |
| 30                                                         | 11月11日      | ガンガラファイトを取り戻せ | 三宅直子   | 畠山豊彦 | 山岡徹也 真咲美岐 野川愛 諏訪圭一 中島多美 三島一夫 東映児童研修所 榎本武士 熊坂政信 速水譲二 前沢輝幸 鈴木勝                                                                          | 11.1%  |
| 31                                                         | 11月18日      | わんぱく大戦争             | 藤川桂介   | 鈴木敏郎 | 芦沢孝子 山科志子 七五三木猛明 山本緑 小甲登枝恵 八百原寿子 小沢雅裕 大野悌尚 岡野圭子 菅野裕 三島一夫 東映児童研修所 榎本武士 熊坂政信 速水譲二 前沢輝幸 鈴木勝                       | 10.5%  |
| 32                                                         | 11月25日      | 鬼コーチに負けるな         | 三宅直子   | 鈴木敏郎 | 大下哲矢 植田峻 里木左甫良 大野悌尚 菅野裕 小沢雅裕 三島一夫 東映児童研修所 榎本武士 熊坂政信 速水譲二 前沢輝幸 鈴木勝                                                                 | 10.3%  |
| 33                                                         | 12月2日       | うそつき少年               | 高橋千津子 | 畠山豊彦 | 高杉玄 佐藤義昭 松浪志保 山岸賢一 鈴木典和 奥野裕達 杉井康之 沖山智恵美 衛藤由佳 大前由美 築山栄志 玉井徹 成田広和 三島一夫 東映児童研修所 榎本武士 熊坂政信 速水譲二 前沢輝幸 鈴木勝  | 13.0%  |
| 34                                                         | 12月9日       | ガンちゃんの贈りもの       | 安藤豊弘   | 畠山豊彦 | 天津敏 沙川露里 飯田誠 松尾文人 三島一夫 東映児童研修所 榎本武士 熊坂政信 速水譲二 前沢輝幸 鈴木勝                                                                                     | 10.5%  |
| 35                                                         | 12月16日      | 人さわがせな大冒険         | 上原正三   | 鈴木敏郎 | 高杉哲平 村上幹夫 七五三木猛明 小沢雅裕 鈴木優子 山本緑 八百原寿子 小甲登枝恵 佐川二郎 山浦栄 横山繁 三島一夫 東映児童研修所 榎本武士 熊坂政信 速水譲二 前沢輝幸 鈴木勝                | 11.2%  |
| 36                                                         | 12月23日      | 二人のパパ                 | 藤川桂介   | 鈴木敏郎 | 嘉手納清美 三清直美 佐伯貴宏 三島一夫 東映児童研修所 榎本武士 熊坂政信 速水譲二 前沢輝幸 鈴木勝 池田鴻                                                                                 | 11.1%  |
| 37                                                         | 12月30日      | ぼくらロボットがんばるゾ!! | 安藤豊弘   | 鈴木敏郎 | 芦沢孝子 大野悌尚 鈴木典和 奥野裕達 三島一夫 東映児童研修所<nr /.榎本武士 熊坂政信 速水譲二 前沢輝幸 鈴木勝 石森章太郎（特別出演）                                                     | 10.0%  |
| 平均視聴率：11.78％ 視聴率はビデオリサーチ調べ（関東地区） |               |                            |            |          | |        |

1977年8月5日は、『ゴールデンナイター』大洋対巨人戦のため休止。複数の書籍で放送回数を39回としているのは誤り。

## 放送局
- テレビ朝日（制作局）：金曜 19時30分 - 20時
- 北海道テレビ：金曜19時30分 - 20時
- 青森放送：月曜 19時 - 19時30分[7]
- テレビ岩手：水曜 18時 - 18時30分[8]
- 秋田放送：土曜 17時30分 - 18時[9]
- 山形テレビ：金曜 18時 - 18時30分[10]
- 東日本放送：金曜 19時30分 - 20時[11]
- 福島中央テレビ：水曜 18時 - 18時30分[12]
- 新潟放送：水曜 17時30分 - 18時（1977年10月5日まで）→ 火曜 17時 - 17時30分（1977年10月11日から）[13]
- 名古屋テレビ：金曜 19時30分 - 20時
- 信越放送：月曜 17時 - 17時30分[14]
- 北陸放送：月曜 17時 - 17時30分[15]
- 福井放送：木曜 18時 - 18時30分[16]
- 朝日放送：金曜 19時30分 - 20時
- 日本海テレビ：水曜 17時35分 - 18時[17]
- 広島ホームテレビ：金曜 19時30分 - 20時
- 瀬戸内海放送：金曜 19時30分 - 20時
- 南海放送：水曜 17時25分 - 17時55分[18]
- テレビ高知：水曜 17時15分 - 17時45分[19]
- 九州朝日放送：金曜 19時30分 - 20時
- 大分放送：木曜 17時20分 - 17時50分[20]
- テレビ熊本：月曜 17時30分 - 18時[21]
- 宮崎放送：金曜 17時21分 - 17時50分[22]
- 南日本放送：月曜 17時20分 - 17時50分[21]
- 琉球放送：水曜 17時30分 - 18時[23]

## 漫画
- 小学一年生 1977年6月号 - 1978年1月号連載 しのだひでお
- 小学二年生 1977年5月号 - 1978年1月号連載 山田ゴロ
- テレビランド1977年5月号-1978年1月号連載　すがやみつる

## 映像ソフト化
- 2008年7月21日発売の「石ノ森章太郎 生誕70周年 DVD-BOX」に第1話が収録され、初のソフト化となった。
- 2016年8月3日に東映ビデオ/ベストフィールドよりDVD-BOXが発売された。初の全話ソフト化である。
- 劇場版『大鉄人17』の上映終了後、本作品と『5年3組魔法組』『ジャッカー電撃隊』『快傑ズバット』の予告編が上映された。本作品の予告はテレビ放映開始前に劇場で公開するために制作されたとみられ、撮影会と思しきガンちゃんやロボットたちがカメラマンに囲まれている様子が写されている。この予告編映像は「東映特撮ヒーロー THE MOVIE BOX」や『大鉄人17』のDVDに収録されている。

## CS放送・ネット配信
CS放送
- 東映チャンネル：2003年11月 - 2004年3月（「石ノ森章太郎劇場」枠）

ネット配信
- 東映特撮YouTube Official：2023年1月27日 -